# 埃尔克波因特 (南达科他州)
埃尔克波因特（英語：Elk Point）是美国南达科他州猶尼昂縣下属的一座城市。根据2010年美国人口普查，该市有人口1,963人。2011年估计该市人口约有2,003人，年增长率为2.04%。